# John Fairfax Holdings Limited
John Fairfax Holdings Limited est un groupe de presse australien.
Le groupe publie notamment deux des quotidiens les plus connus d'Australie, le Sydney Morning Herald et The Age.
Le groupe possède les journaux suivants : 
- presse quotidienne australienne : The Sun-Herald (Sydney), The Age et The Sunday Age (Melbourne), The Illawarra Mercury (Wollongong), The Newcastle Herald (Newcastle),
- presse économique et financière : The Australian Financial Review et les magazine BRW, BOSS, Shares, Personal Investor and Asset.

- presse quotidienne néozélandaise (via Fairfax New Zealand Limited) : The Dominion Post (Wellington), The Press (Christchurch) et The Sunday Star-Times (Auckland).

Les fondateurs du groupe, la famille Fairfax, cèdent le contrôle de l'entreprise le 11 décembre 1990.